# Glenea
Glenea – rodzaj chrząszczy z rodziny kózkowatych i podrodziny zgrzypikowych. 

## Zasięg występowania
Przedstawiciele tego rodzaju występują w Afryce, Azji, oraz Oceanii.

## Systematyka
Do Glenea należy 718 gatunków i 36 podrodzajów:

## Przypisy

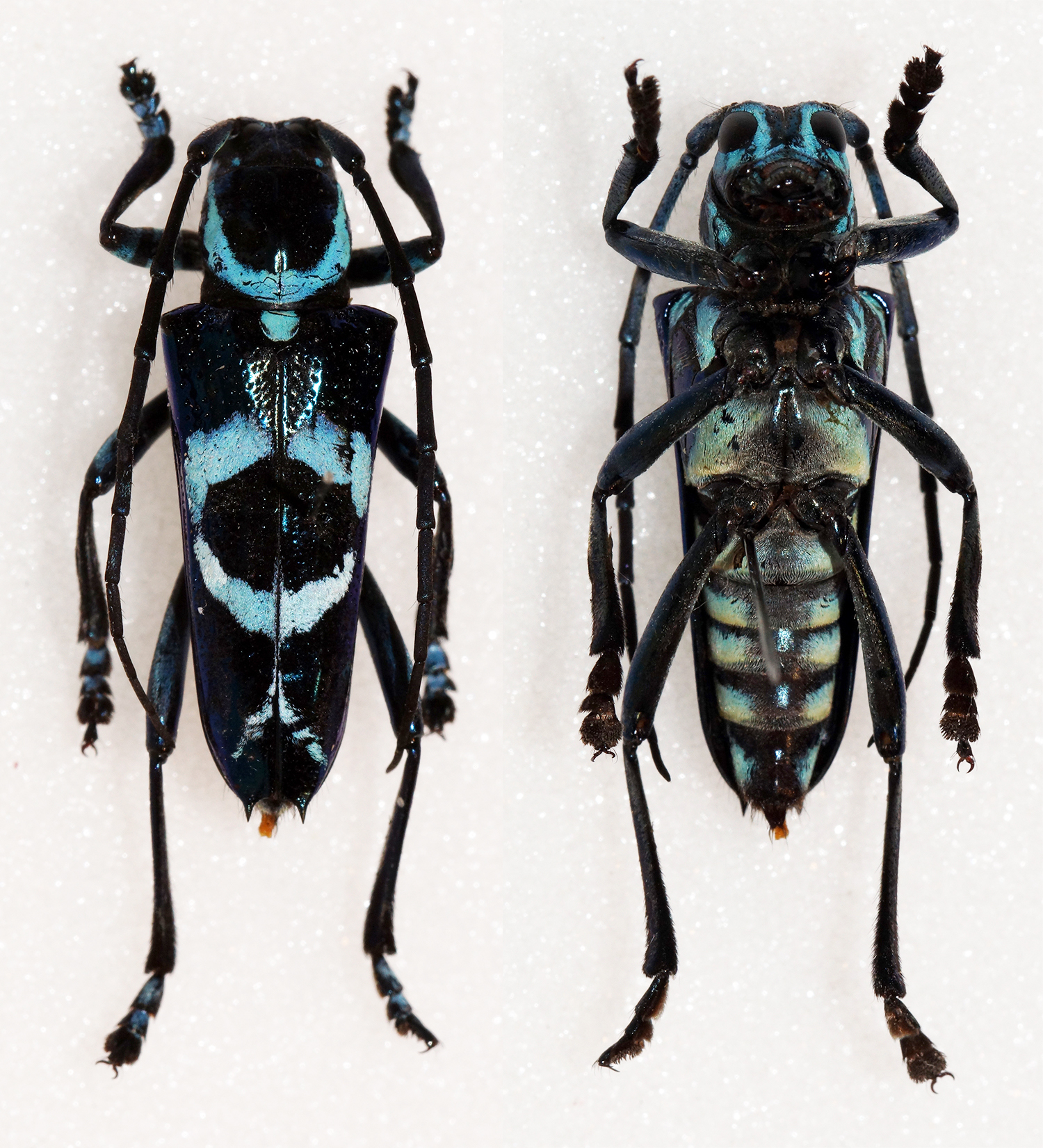
Glenea thomsoni

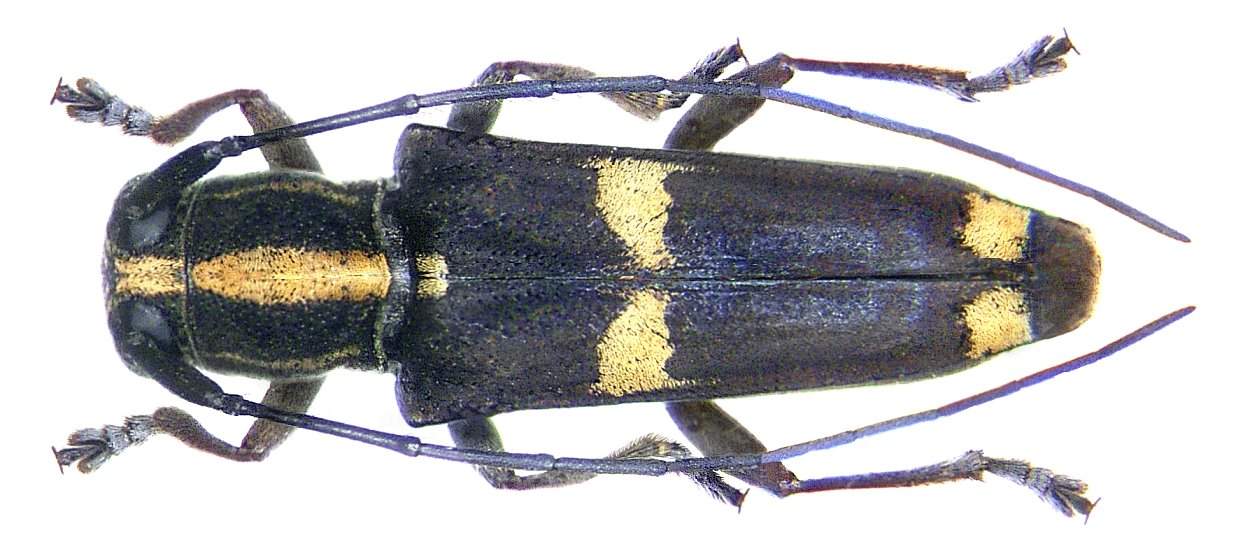
Glenea papuensis

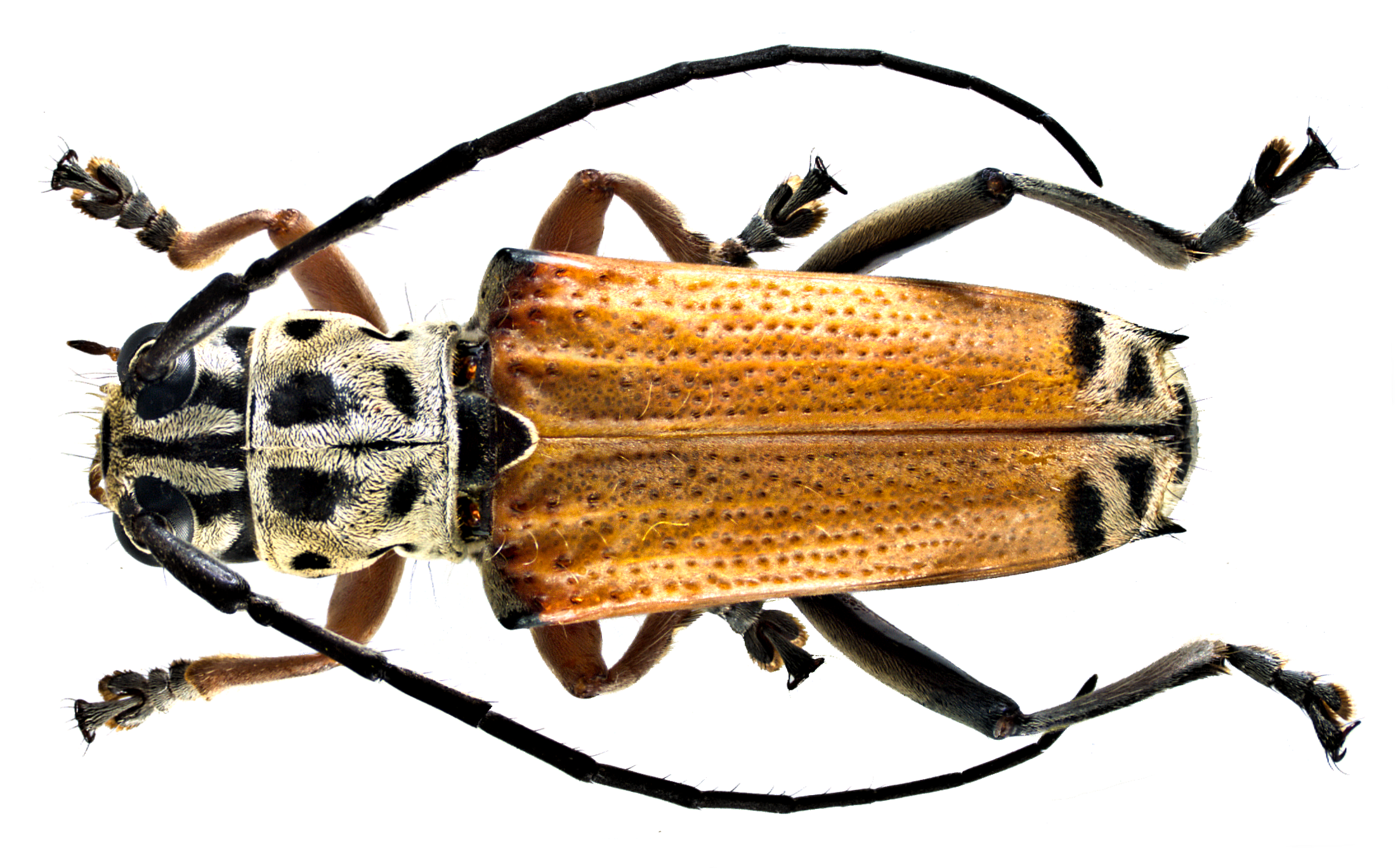
Glenea cantor